# Saint-Julien-des-Landes
Saint-Julien-des-Landes település Franciaországban, Vendée megyében. Lakosainak száma 2018 fő (2022. január 1.). Saint-Julien-des-Landes La Chapelle-Hermier, Landevieille, Martinet, Saint-Georges-de-Pointindoux, Vairé és Les Achards községekkel határos.

## Népesség
A település népessége az elmúlt években az alábbi módon változott:
| Lakosok száma | 1612 | 1652 | 1735 | 1773 | 1834 | 1872 | 1926 | 1952 | 2018 |
|               | 2013 | 2015 | 2016 | 2017 | 2018 | 2019 | 2020 | 2021 | 2022 |